# Macoma torelli
Macoma torelli is een tweekleppigensoort uit de familie van de platschelpen (Tellinidae). De wetenschappelijke naam van de soort werd in 1905 voor het eerst geldig gepubliceerd door A. S. Jensen.
Arcopagia:
balaustina · 
crassa

Gastrana:
fragilis · 
lamellosa

Macoma:
balthica · 
calcarea · 
elliptica · 
obliqua · 
praetenuis · 
torelli

Tellina:
benedeni · 
distortus · 
donacilla · 
donacinus · 
fabula · 
pygmaeus · 
tenuis